# Los Gringo Hunters
Los Gringo Hunters es una serie de televisión mexicana de suspenso policial estrenada en 2025. Fue creada por Jorge Dorantes y Scott Gold, con la producción de Imagine Entertainment, Redrum, Woo Films en coproducción entre México y Estados Unidos. La serie se lanzó mundialmente a través de Netflix el 9 de julio de 2025. Consta de una primera temporada de 12 episodios. La trama sigue a un equipo de élite de la policía mexicana dedicado a capturar fugitivos estadounidenses en territorio mexicano, y está inspirada en hechos reales.

## Sinopsis
La serie se centra en la Unidad de Enlace Internacional, un grupo especial de la policía de Baja California que se dedica a rastrear y detener a criminales de Estados Unidos que cruzan la frontera hacia México para evadir la justicia. Liderados por el agente Nico Bernal (Harold Torres), el equipo —que incluye a Gloria Carbajal (Mayra Hermosillo), Beto (Manuel Masalva) y Archi (Andrew Leland Rogers), entre otros— persigue a asesinos, estafadores y prófugos norteamericanos para deportarlos de regreso a EE. UU. y que enfrenten las consecuencias de sus crímenes. La acción transcurre principalmente en Tijuana, mostrando tanto la fricción fronteriza como la vida cotidiana y la cultura local de la ciudad.
A medida que avanzan las misiones, la unidad descubre que un oscuro complot se está gestando dentro de sus propias filas. Mientras trabajan en casos semanales de fugitivos (“gringos” buscados por la ley), los agentes enfrentan amenazas internas de corrupción y lealtades divididas. Un ambicioso proyecto urbanístico llamado “Nueva Tijuana” –impulsado por empresarios y políticos locales– sirve de trasfondo, y uno de los casos centrales compromete la seguridad de la unidad y la integridad de sus miembros. La serie combina elementos de acción, drama criminal y suspenso de investigación, con giros inesperados y énfasis en el compañerismo y la ética del equipo policial.

## Episodios
Temporada 1 (2025) – 12 episodios estrenados el 9 de julio de 2025:
1. “Another Bad Hombre” – La unidad policial de élite captura a un asesino en México, mientras su comandante halla una pista peligrosa; un nuevo referéndum trae cambios importantes.
2. “Escape to Baja” – Una pérdida sacude a los Gringo Hunters y se integra un nuevo recluta. Un operativo de vigilancia sale mal, y los secretos de Temo comienzan a atormentar a Nico.
3. “White Power” – Nico asume la deuda  de Temo; una cita de Gloria toma un giro inesperado; Terry descubre noticias alarmantes; Joaquín cumple su trato con el Padre Murphy.
4. “I’m the Bait” – Nico confía a Gloria la adicción de Temo al juego. El equipo caza a un criminal con larga trayectoria, y la agente Camila aborda su primer caso encubierto, destapando hilos ocultos.
5. “The American Dream” – Una operación encubierta del equipo se complica. Terry busca refugio con un viejo aliado poderoso, y una pista orienta a Nico hacia el posible asesino de Temo.
6. “Nueva Tijuana” – Estallan protestas contra el proyecto Nueva Tijuana mientras Terry actúa por su cuenta. Una visita a Ortega pone en alerta a Nico, y la búsqueda de Terry desemboca en una decisión fatal.
7. “The Mexican Dream” – Nico y Gloria visitan al Padre Murphy; la pesquisa de Archi sobre un agente fronterizo corrupto lo mete en problemas. Ortega designa a un nuevo jefe policial, alterando la dinámica del equipo.
8. “What? Can’t I Cry?” – Con Archi desaparecido, los Gringo Hunters encabezan su búsqueda. Camila toma las riendas en un  caso de un criminal sexual, y Gloria se sincera con Emilio sobre sus inquietudes.
9. “Test of Trust” – Un caso impacta emocionalmente a Archi; Nico enfrenta un polígrafo desfavorable. Una pista conduce a Gloria por un camino oscuro, mientras persisten amenazas contra María y Silvia.
10. “Lamb of God” – Nico reprueba la prueba de confianza del comandante Collado, pero Gloria recibe un ascenso. Archi atraviesa una crisis personal, y Nico junto a Gloria realizan un descubrimiento sórdido dentro de la corporación.
11. “Anybody Call a Cop?” – Ortega secuestra a un testigo clave; Nico indaga más sobre el pasado turbio de Ortega. Camila camina en la cuerda floja cuando el equipo irrumpe en la extravagante fiesta de una estafadora de criptomonedas.
12. “428” – Las amenazas contra los Gringo Hunters aumentan. Una detención desestabiliza la comunidad de Cartolandia, y cae la última pieza del rompecabezas en la conspiración que rodea a la unidad.

## Reparto y personajes
- Harold Torres como Nicolás “Nico” Bernal: Agente de la unidad especial. Decidido y astuto, encabeza las operaciones para detener a fugitivos estadounidenses.
- Mayra Hermosillo como Gloria Carbajal: Subcomandante de la unidad. Una policía tenaz y ética, mano derecha de Nico y pieza clave del equipo.
- Manuel Masalva como Roberto “Beto”: Miembro joven de los Gringo Hunters, hábil en campo y leal al equipo.
- Andrew Leland Rogers como “Archi”: Agente estadounidense integrado al escuadrón, experto en tácticas encubiertas.
- Héctor Kotsifakis como Crisanto Navarro: Miembro veterano de la unidad, apoya en las misiones.
- Dagoberto Gama como Temo: Agente líder de la unidad cuyo pasado (y adicción al juego) desencadena conflictos internos en la trama.
- Regina Nava como Camila: Nueva integrante de la unidad, especializada en trabajo informático y casos sensibles.
- Sebastian Roché como Padre Murphy: Sacerdote estadounidense con conexiones en la frontera, protector de los habitantes de "Cartolandia" y negociador con los impulsores de "Nueva Tijuana"
- Gerardo Trejoluna como Ortega: Funcionario local con ambiciones políticas, impulsor de “Nueva Tijuana” y con intereses ocultos que chocan con la unidad.
- Paulina Dávila como María: Amiga de Gloria, que poco a poco se involucra en la operación de la unidad como elemento encubierto.
- José María Yazpik como Joaquín Meyer-Rodríguez:  Empresario tijuanense, principal impulsor del proyecto "Nueva Tijuana", en asociación con inversionistas estadounidenses.

Además, el reparto cuenta con Jessica Lindsey (como Anne), Dean Simone (Larry Case), Dean Jagger, Enrique Arreola, entre otros, que interpretan a fugitivos estadounidenses y personajes secundarios a lo largo de la temporada. Varios actores invitados de renombre tienen actuaciones especiales, destacando Damián Alcázar, Julio Bracho, Omar Chaparro, Brooks Crouse y Russell Moeller.

## Basada en hechos reales
Los Gringo Hunters está inspirada en eventos reales y en la labor de una unidad policial auténtica. El concepto surge de un artículo investigativo publicado en The Washington Post en 2022 por el periodista Kevin Sieff, titulado “A U.S. murder suspect fled to Mexico. The Gringo Hunters were waiting” (en español: “Un estadounidense sospechoso de asesinato huyó a México. Los Gringo Hunters lo esperaban”). En ese reportaje, Sieff documentó la existencia de un equipo élite de la policía de Tijuana conocido informalmente como “Los Gringo Hunters”, nombre coloquial de la Unidad de Enlace Internacional. Esta división especial, operativa desde 2002 en Baja California, se dedica exclusivamente a localizar y detener a fugitivos extranjeros –principalmente ciudadanos estadounidenses– que cruzan la frontera hacia México para evadir procesos judiciales en EE. UU.
La efectividad de este escuadrón real quedó demostrada con estadísticas: de acuerdo con datos reportados en Deadline, hacia 2022 la unidad había logrado capturar y deportar a más de 1,600 fugitivos estadounidenses, incluyendo criminales en la lista de los diez más buscados por el FBI y magnates buscados por fraude financiero. Uno de los casos destacados fue el de Terry Sakamoto, un hombre con antecedentes de violencia doméstica que huyó a México en dos ocasiones (2014 y 2022) para eludir la ley; los “Gringo Hunters” reales lo rastrearon y detuvieron ambas veces, evidenciando la audacia de algunos prófugos y la determinación de la unidad en devolverlos ante la justicia estadounidense.

## Temática, contexto e impacto cultural
La premisa de Los Gringo Hunters invierte los roles habituales en las narrativas fronterizas. En el contexto real, especialmente durante el gobierno de Donald Trump, la retórica oficial en EE. UU. se enfocó en criminalizar a los migrantes latinoamericanos, con redadas y deportaciones de mexicanos y centroamericanos como algo cotidiano. La serie plantea “¿qué pasaría si fuera al revés?”: aquí son las autoridades mexicanas quienes persiguen a estadounidenses prófugos, dándole un giro novedoso al tema migratorio y de justicia transfronteriza.
Esta inversión de papeles tiene un fuerte comentario social. Tradicionalmente, en el cine y la televisión se ha retratado a los mexicanos en EE. UU. bajo estereotipos negativos (como delincuentes o indocumentados vulnerables). Los Gringo Hunters rompe con ese esquema al mostrar a policías mexicanos competentes, heroicos y éticos, encargados de capturar a criminales estadounidenses en suelo mexicano. Es la primera vez en una producción mainstream que se presenta a agentes mexicanos como protagonistas de élite equiparables a un FBI, invirtiendo la narrativa dominante. Según el crítico Álvaro Cueva, esto representa un cambio radical que brinda “satisfacción al ver policías mexicanos enormes, brillantes, que jamás dejan de ser mexicanos” en pantalla. En lugar de fomentar la xenofobia, la historia promueve mensajes de colaboración bilateral y respeto mutuo entre México y Estados Unidos, subrayando que la única forma de resolver problemas comunes es mediante la cooperación y la justicia, sin importar la nacionalidad.
El lanzamiento de la serie coincidió con un momento de tensiones diplomáticas en la relación México-EE. UU., lo que le otorgó relevancia temática y atención mediática. Muchos observadores señalaron que mostrar a “los cazadores de gringos” en la ficción era casi un acto de reivindicación: evidenciaba ante el público internacional que EE. UU. también genera criminales que buscan refugio en México, y que existen fuerzas del orden mexicanas capaces de enfrentarlos. Esto aportó un impacto cultural notable, generando debate sobre los estereotipos en ambas sociedades y visibilizando una realidad poco conocida fuera de círculos periodísticos.

## Recepción y crítica
Los Gringo Hunters tuvo en general una recepción positiva, especialmente en la prensa mexicana, aunque con algunas reservas por parte de crítica internacional. En México, se elogió su alto nivel de producción, las actuaciones y el valor de su temática. Álvaro Cueva, crítico de Diario Milenio, la calificó como “uno de los contenidos más importantes del año” y alabó que “cada episodio es mejor que el anterior… cada actuación es una cátedra de interpretación, y todos los valores de producción brillan”. Destacó la calidad cinematográfica de la serie, equiparándola a estándares de producciones mundiales y pronosticando incluso nominaciones a premios internacionales.